# Michele Miraglia
Michele Miraglia (Taranto, 5 febbraio 1935 – Carovigno, 2 settembre 2023) è stato un politico italiano.
Era nonno del cestista brindisino Matteo Spagnolo.